# Cnodacophora imitans
Cnodacophora imitans är en tvåvingeart som först beskrevs av Soos 1975.  Cnodacophora imitans ingår i släktet Cnodacophora och familjen skridflugor.
Artens utbredningsområde är Mongoliet. Inga underarter finns listade i Catalogue of Life.